# Pähl

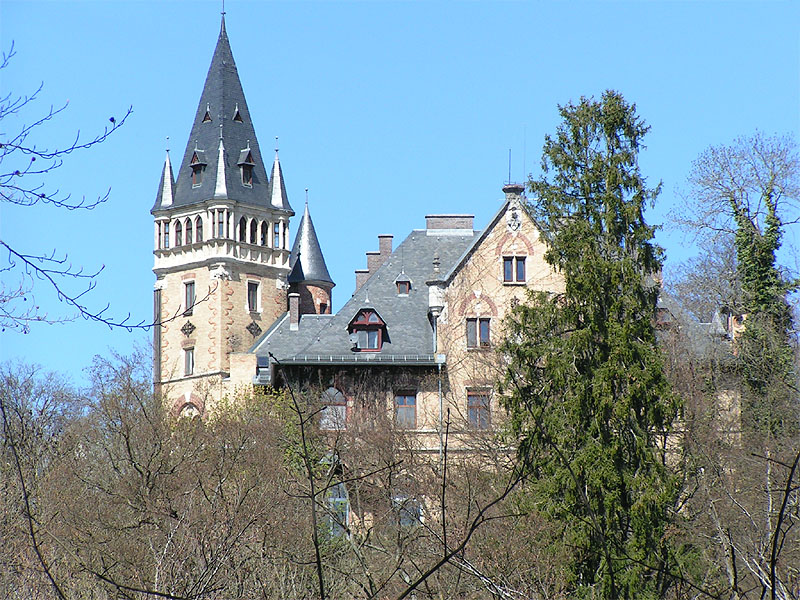
Pähl Castle

Pähl là một đô thị tại huyện Weilheim-Schongau, bang Bayern, Đức.